# 胀子
在粒子物理学中，胀子（英語：Dilaton）是额外维度理论中当允许紧致化的维度的体积变化时出现的一种假想粒子。它所出现的形式，例如作为卡鲁扎-克莱因理论中紧致化的维度中的引力标量子。它是一个总是伴随着重力的标量场Φ的粒子。作为比较，在布兰斯迪克配方中的广义相对论、万有引力常数或等价（通过自然单位）中，普朗克质量是常数。如果代替这个常数、标量场和使用的动力学场，则与引力所对应的由此产生的粒子是胀子。

## 解释
在卡鲁扎-克莱因理论中，在降维之后，有效的普朗克质量随着被压缩的空间的体积的一些能量而变化。这就是为什么在低维空间有效理论中体积变化可以产生胀子。
虽然弦理论自然地结合了卡鲁扎-克莱因理论（首先引入了胀子），但是第一型弦理论，第二型弦理论和混合弦理论等摄动弦理论在10维空间里已经包含了最大数量的胀子。然而，另一方面，11维度的M-理论在其频谱中不包括胀子，除非维度是紧致化的。事实上，第二型弦理论中的胀子实际上是在一个圈上紧致化的M-理论中的引力标量子，而E8 × E8弦理论中的胀子是Hořava-Witten模型的引力标量子。（关于胀子的M-理论起源的更多内容，见）。
在弦理论中，在世界面CFT（二维共形场理论）中也有一个胀子。其真空期望值的指数确定耦合常数g，为紧凑的世界面通过高斯-博内定理和欧拉示性数χ = 2 − 2g作为∫R = 2πχ，其中g是对手柄数进行计数的属性，因此由特定世界面描述环或弦交互的数量。
{\displaystyle g=\exp(\langle \phi \rangle )}
因此，耦合常数是弦理论中的动力学变量，与量子场论中的常数不同。只要超对称是不间断的，这样的标量场可以取任意值（它们是模数）。然而，超对称破缺通常会为标量场产生一个势能，并且标量场定位在一个最小值附近，在弦理论中其位置在原则上可以计算。
胀子类似于布兰斯 - 迪克标量，有效的普朗克长度取决于弦的尺度和胀子场。
在超对称中，胀子的超对称粒子称为胀微子（dilatino），胀子与轴子结合形成复杂的标量场。

## 胀子作用量
胀子重力的作用量是：
{\displaystyle \int d^{D}x{\sqrt {-g}}\left[{\frac {1}{2\kappa }}\left(\Phi R-\omega \left[\Phi \right]{\frac {g^{\mu \nu }\partial _{\mu }\Phi \partial _{\nu }\Phi }{\Phi }}\right)-V[\Phi ]\right]}.
这比真空中的布兰斯 - 迪克理论更为普遍，因为有胀子势能。